# Alobras
Alobras è un comune spagnolo di 62 abitanti situato nella comunità autonoma dell'Aragona.